# سفين أوتكي
سفين أوتكي (بالألمانية: Sven Ottke)‏ (مواليد 3 يونيو 1967) هو ملاكم ألماني، مثّل بلاده في الألعاب الأولمبية الصيفية في دورات 1988 و1992 و1996.

## روابط خارجية
سفين أوتكي على موقع بوكس ريك (الإنجليزية) (registration required)
- سفين أوتكي على موقع اللجنة الأولمبية الدولية (الإنجليزية)
- سفين أوتكي على موقع أوليمبيديا (الإنجليزية)